# Jesús Rosagro Sánchez
Jesús Rosagro Sánchez (Múrcia, 2 de desembre de 1966) és un futbolista murcià retirat. Ocupava la posició de davanter.

## Trajectòria esportiva
Va jugar a primera divisió amb el CD Logroñés entre 1989 i 1993, tot sumant 69 partits i 10 gols, dels quals 9 els va marcar a la campanya 89/90, l'única en la qual va ser titular. La temporada 93/94 milita al Reial Múrcia CF, amb qui descendeix a Segona Divisió B. Després de la seua retirada, ha exercit de director tècnic per a la Federació Murciana de Futbol.